# レイジング・ブレット 復讐の銃弾
『レイジング・ブレット 復讐の銃弾』（原題：Eye for an Eye）は、1996年のアメリカのサイコスリラー映画。ジョン・シュレシンジャーが監督し、エリカ・ホルツァーの小説を元にリック・ジャッファ&アマンダ・シルヴァーが脚色を担当した。テレビ東京では『狙う女 恐怖の連続レイプ殺人』の題で放送された。

## 登場人物
カレン・マッキャン
演 - サリー・フィールド
平凡な主婦であったが娘を殺害されたことで一変する。
ロバート・ドゥーブ
演 - キーファー・サザーランド
カレンの娘を殺害した犯人。
マック・マッキャン
演 - エド・ハリス
カレンの夫。
デニーロ
演 - ジョー・マンテーニャ
刑事。
ジュリー・マッキャン
演 - オリヴィア・バーネット
カレンの長女。
ミーガン・マッキャン
演 - アレクサンドラ・カイル
カレンとマックの娘。
エンジェル・コジンスキー
演 - シャーレイン・ウッダード
私的制裁組織のメンバー。
ハワード・ボリンジャー
演 - ニコラス・キャスコン
検事。
アーサー・ヤンガー
演 - アーミン・シマーマン
判事。
スーザン・ジューク
演 - ナタリア・ノグリッチ
弁護士。
シドニー・ヒューズ
演 - フィリップ・ベイカー・ホール
復讐の手助けをする。

## キャスト
| 役名                     | 俳優                         | 日本語吹替 | 日本語吹替 |
| 役名                     | 俳優                         | ソフト版   | テレビ東京版                                                                                                  |
| ------------------------ | ---------------------------- | ---------- | --- |
| カレン・マッキャン       | サリー・フィールド           | 土井美加   | 藤田淑子 |
| ロバート・ドゥーブ       | キーファー・サザーランド     | 石井康嗣   | 大塚芳忠 |
| マック・マッキャン       | エド・ハリス                 | 納谷六朗   | 屋良有作 |
| ジョー・デニーロ         | ジョー・マンテーニャ         | 小島敏彦   | 相沢正輝 |
| ジュリー・マッキャン     | オリヴィア・バーネット       | 日野由利加 | 朴璐美 |
| ミーガン・マッキャン     | アレクサンドラ・カイル       | 増田ゆき   | 渕崎ゆり子 |
| ドリー・グリーン         | ビヴァリー・ダンジェロ       | 佐藤しのぶ | 佐藤しのぶ |
| エンジェル・コジンスキー | シャーレイン・ウッダード     | 沢海陽子   | 沢海陽子 |
| マーティン               | キース・デイヴィッド         | 沢木郁也   | 伊藤和晃 |
| シドニー・ヒューズ       | フィリップ・ベイカー・ホール | 沢りつお   | 大木民夫 |
| ハワード・ボリンジャー   | ニコラス・キャスコン         | 古澤徹     | |
| アーサー・ヤンガー       | アーミン・シマーマン         | 城山堅     | |
| スーザン・ジューク       | ナタリア・ノグリッチ         | 藤生聖子   | |
| ピーター・グリーン       | ダレル・ラーソン             |            | |
| アルバート・グラッツ     | ウィリアム・メスニック       |            | |
| レジーナ・グラッツ       | ロンディ・リード             |            | |
| トニー                   | ドナル・ローグ               | 梁田清之   | |
| 司会者                   |                              | 巴菁子     | |
| フランチェスカ           |                              | 中澤やよい | |
| マルシア                 |                              | 小野美幸   | |
| キャロル                 |                              | 石井直子   | |
| その他                   | N/A                          | ―          | 弘中くみ子 長克巳 鈴木紀子 吉田孝 青山穣 柳沢栄治 岡本章子 石川ひろあき 河相智哉 小川智子 浅野まゆみ 児玉孝子 |
|                          |                              |            | |
| 演出                     | 演出                         | 本田保則   | 田島荘三 |
| 翻訳                     | 翻訳                         | 岩佐幸子   | 植田尚子 |
| 調整                     | 調整                         |            | 佃安夫 |
| 効果                     | 効果                         |            | リレーション                                                                                                  |
| 解説                     | 解説                         | ―          | 木村奈保子 |
| 配給                     | 配給                         |            | ムービーテレビジョン                                                                                          |
| 制作                     | 制作                         | 東北新社   | テレビ東京 ムービーテレビジョン                                                                               |

- ソフト版：初出1997年10月24日発売のVHS
- テレビ東京版：初回放送2001年6月7日『木曜洋画劇場』